# Dark Passion Play
Dark Passion Play és el títol del sisè àlbum d'estudi de Nightwish, posat a la venda a finals de setembre del 2007. És el primer disc amb la nova vocalista, Anette Olzon, substituta de Tarja Turunen qui va ser expulsada pels altres membres del grup. Va ser llançat el 26 de setembre a través de Spinefarm Records, el 28 de setembre a través de Nuclear Blast i el 2 d'octubre a través de Roadrunner Records.
El cost de la gravació de l'àlbum va ser de 500.000 €, fet que el converteix en el disc més car de la història de Finlàndia. Va ser gravat a Abbey Road Studios amb l'Orquestra Simfònica de Londres a més d'altres 270.000 € que es van gastar en la producció dels videoclips d'Amaranth i Bye Bye Beautiful.

## Llista de cançons
| Pista | Títol                      | Temps | Escriptor                         | Nota                                                         |
| ----- | -------------------------- | ----- | --------------------------------- | ------------------------------------------------------------ |
| 1     | The Poet And The Pendulum  | 13:54 | Tuomas Holopainen                 | Tema més llarg del disc.                                     |
| 2     | Bye Bye Beautiful          | 04:14 | Tuomas Holopainen                 | Quart single.                                                |
| 3     | Amaranth                   | 03:57 | Tuomas Holopainen                 | Segon single.                                                |
| 4     | Cadence Of Her Last Breath | 04:14 | Tuomas Holopainen                 |                                                              |
| 5     | Master Passion Greed       | 06:02 | Tuomas Holopainen                 |                                                              |
| 6     | Eva                        | 04:24 | Tuomas Holopainen                 | Primer single i tema de presentació de la nova cantant.      |
| 7     | Sahara                     | 05:47 | Tuomas Holopainen                 |                                                              |
| 8     | Whoever Brings The Night   | 04:17 | Tuomas Holopainen; Emppu Vuorinen | Primera cançó composta per Emppu Vuorinen.                   |
| 9     | For The Heart I Once Had   | 03:56 | Tuomas Holopainen                 |                                                              |
| 10    | The Islander               | 05:05 | Tuomas Holopainen; Marco Hietala  | Cinquè single. Composta per Marco Hietala.                   |
| 11    | Last Of The Wilds          | 05:40 | Tuomas Holopainen                 | Tercer single llançat en una versió amb lletra en finlandès. |
| 12    | 7 Days To The Wolves       | 07:03 | Tuomas Holopainen; Marco Hietala  |                                                              |
| 13    | Meadows Of Heaven          | 07:09 | Tuomas Holopainen                 |                                                              |

## Nova vocalista
A l'octubre de 2005, després d'una gira mundial de l'àlbum Once, la cantant Tarja Turunen va ser expulsada a través d'una carta oberta. Per a trobar una substituta, la banda va realitzar càstings des del 17 de març de 2006 fins al 15 de gener de 2007. Durant aquest temps, el grup va rebre més de 2000 demos.
El 24 de març de 2007, es va anunciar oficialment que Anette Olzon, anteriorment cantant amb la banda Alysson Avenue seria la nova vocalista de Nightwish.

## Crèdits
Membres
Anette Olzon - veu femenina
Emppu Vuorinen - guitarra
Marco Hietala - baix, veu masculina
Tuomas Holopainen - bateria, growling a Master Passion Greed
Jukka Nevalainen - bateria, bodhran
Col·laboradors
Orquestra Simfònica de Londres - orquestra
Guy Elliott - nen soprano
Tom Williams - segon nen soprano i veu a The Poet And The Pendulum
Metro Voices - cor